# Rimac Automobili
Rimac Automobili je hrvaški proizvajalec avtomobilov s sedežem v Sveti Nedelji na Hrvaškem, ki razvija in proizvaja električne športne avtomobile, pogone ter baterijske sisteme. Podjetje je leta 2009 ustanovil Mate Rimac.
Prvi model Rimac Automobili, Concept One, je bil najhitrejše serijsko električno vozilo na svetu. Medtem ko Rimac izdeluje in trži visoko zmogljiva vozila pod lastno blagovno znamko, razvija in proizvaja tudi baterije, pogonske sisteme in vozila za druga podjetja. Applus+ IDIADA Volar-E je primer izdelka, razvitega za drugo podjetje. Na 88. mednarodnem avtomobilskem salonu v Ženevi marca 2018 je podjetje predstavilo svoj drugi model, Rimac Never.